# Rush Hour (Spiel)

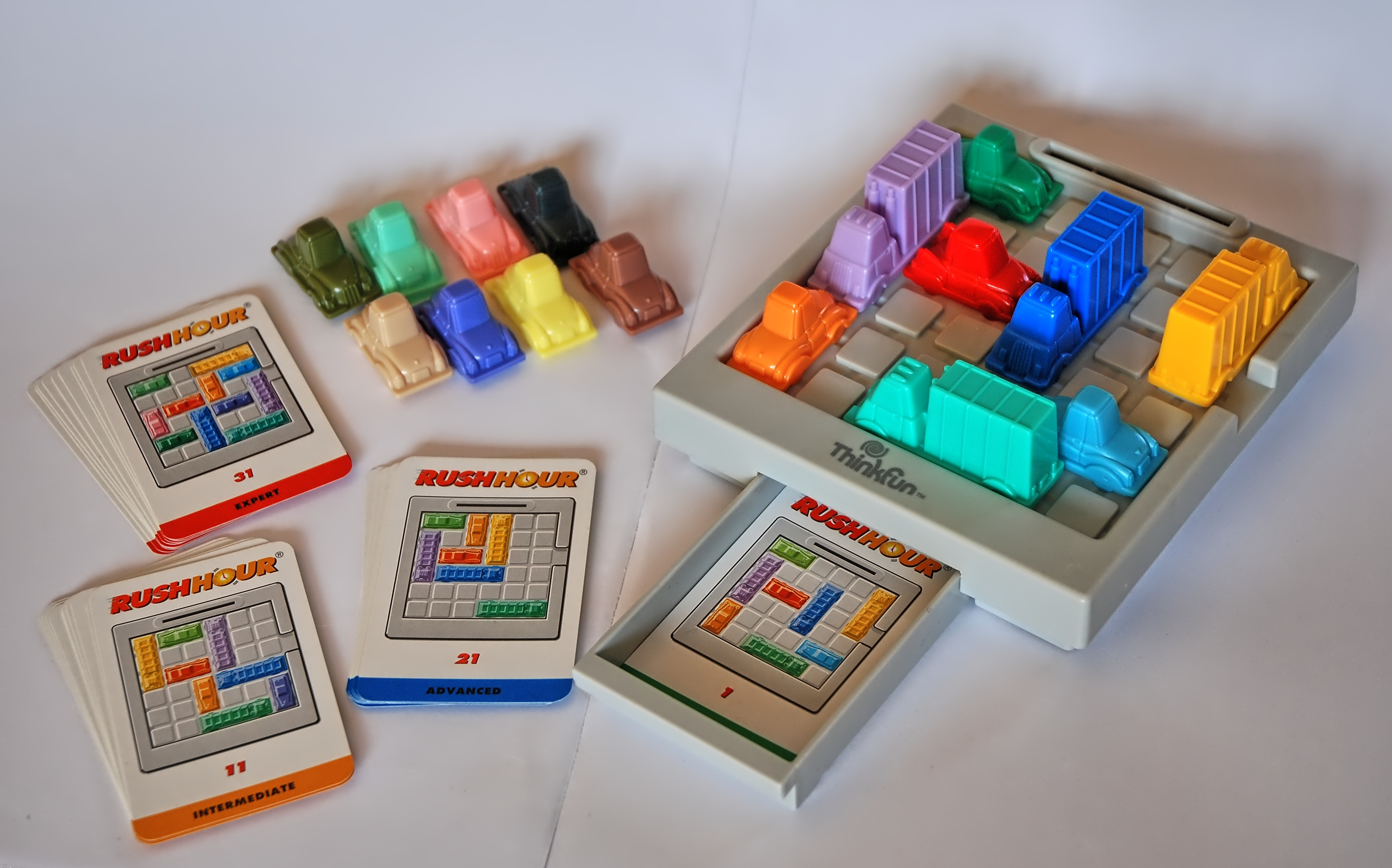
Rush Hour – Spielbrett mit Fahrzeugen und Aufgabenkarten

Rush Hour ist ein Denkspiel und Schiebepuzzle für einen Spieler ab ca. 8 Jahren, das mehrere Preise gewann. Es wurde in den späten 1970er Jahren vom japanischen Spieleerfinder Nob Yoshigahara (1936–2004) entwickelt. In den Handel kam es 1996, zunächst in den Vereinigten Staaten. Hersteller ist die Firma ThinkFun Inc., die deutsche Version wird von HCM Kinzel vertrieben.

## Spielprinzip

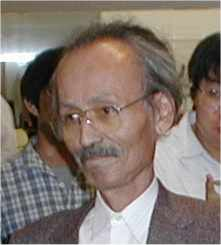
Spieleerfinder Nob Yoshigahara (2000)

Das Spiel besteht aus einem 6×6 Felder großen Spielfeld (aus Kunststoff), einem roten Auto, das es aus einem Verkehrsstau zu befreien gilt (zwei Felder groß), sowie elf blockierenden Autos (je zwei Felder) und vier blockierenden Lkw (je drei Felder) in unterschiedlichen Farben. Zur Spielausstattung gehören 40 Aufgabenkarten, die in einer im Spielbrett integrierten Schublade untergebracht sind. Zunächst wird eine Zahl von Fahrzeugen so auf dem Spielfeld platziert, wie es die Aufgabenkarte vorgibt.
Die Aufgabe besteht nun darin, das rote Auto durch Rangieren der Fahrzeuge zum (einzigen) Ausgang hin zu bugsieren. Das rote Auto, ebenso wie die blockierenden Fahrzeuge, dürfen dabei ausschließlich in ihrer Fahrtrichtung jeweils vorwärts oder rückwärts bewegt werden, d. h., ein Fahrzeug darf entweder nur horizontal oder nur vertikal bewegt werden. Kein Fahrzeug darf ein anderes überspringen. Kann das rote Auto schließlich unbeschadet aus der Ausfahrt hinausfahren, ist die Aufgabe gelöst. Die übrigen „blockierenden“ Fahrzeuge dürfen unterdessen das Spielfeld nicht verlassen.
Rush Hour fördert – neben der Konzentrationsfähigkeit – das logische, insbesondere das rekursive Denken sowie die Problemlösefähigkeit. Die Aufgaben des leichtesten Schwierigkeitsgrades sind in einigen wenigen Zügen schnell zu lösen, während die schwersten Aufgaben mehr als 40 Rangieroperationen erfordern. Die Lösung jeder Aufgabe ist auf der Rückseite der betreffenden Aufgabenkarte vermerkt. Im Handel sind drei Erweiterungssets mit weiteren Aufgabenkarten erhältlich.

## Spielvarianten
Mehrere Spieler können gegeneinander spielen, wenn man die Anzahl der gemachten Spielzüge, die über die minimal nötige Anzahl von Spielzügen hinausgeht, als Strafpunkte zählt. Inzwischen ist Rush Hour auch im Internet in einer Java-Applet- sowie in einer Flash-Version, die man kostenlos mit Hilfe eines Webbrowsers spielen kann, sowie als Mobile App verfügbar.

## Komplexitätstheoretische und algorithmische Resultate

Die schwierigste Startkonfiguration oder Aufgabe für Rush Hour erfordert 93 Schritte.

Die Frage, ob das auf ein n×n-Gitter verallgemeinerte Spiel eine Lösung besitzt, ist ein PSPACE-vollständiges Entscheidungsproblem.
Mark Stamp et al. zeigten, dass der Schwierigkeitsgrad der 40 mitgelieferten Rush-Hour-Aufgaben mit der minimal nötigen Anzahl an Zügen korreliert.
Die in diesem Sinne schwierigste Startkonfiguration oder Aufgabe für Rush Hour erfordert 51 Züge.
Zählt man hingegen nicht die Züge, sondern die Zahl der benötigten Schritte, so erfordert die in diesem anderen Sinne schwierigste Startkonfiguration nur 49 Züge, aber die größtmögliche Zahl von 93 Schritten.

## Ähnliche Spiele
- Quo Vadis
- 15-Puzzle